# 南海大橋
南海大橋（ナメおおはし）は韓国の慶尚南道河東郡と南海郡（南海島）を結ぶ吊り橋で、露梁海峡に架かる。
1973年開通、2車線で長さ660m。最大支間長さは404m。

## 歴史
この橋の建設には日韓請求権協定に基づく、日本統治時代の植民地被害補償として日本からもらった資金が多く投入された。鉄製の主塔、ペンキやケーブルなどの主要資材は全て現物で日本からもらった請求権資金であり、副資材も新日本製鉄をはじめ、伊藤忠商事、石川島播磨重工業から輸入したものである。海上クレーンやタグボートなどの工事に必要な設備もほとんどが日本から借りたものである。
開通時は「アジアで最も長い吊り橋」とされたが、わずか6か月後に関門橋の開通によりその座を明け渡した。
南海郡の人々にとっては「故郷の扉」であり、赤色の主塔は故郷の象徴である。1994年、大橋の主塔は防錆工事で灰色に塗り直されたが、「赤こそが南海大橋」という苦情が溢れたため、2003年に再び赤色に戻った。

## 注
1. 1 2  Hadong-Namhae Bridge - Structurae
2. 1 2 3  “Namhae Bridge”. Lifeinkorea.com. 2011年4月5日閲覧。
3. 1 2 3 4  “역사의 건널목이자 성장의 트로피…‘다리’에 깃든 사연을 건너다” (朝鮮語). 문화일보 (2021年10月14日). 2023年9月19日閲覧。